# Systoechus austeni
Systoechus austeni är en tvåvingeart som beskrevs av Mario Bezzi 1924. Systoechus austeni ingår i släktet Systoechus och familjen svävflugor.
Artens utbredningsområde är Zambia. Inga underarter finns listade i Catalogue of Life.